# Cal Pixot
Cal Pixot és un edifici del municipi de Cervelló (Baix Llobregat) que forma part de l'Inventari del Patrimoni Arquitectònic de Catalunya.

## Descripció
És un edifici entre mitgeres de planta baixa, pis i golfes. És d'estil noucentista amb alguns elements modernistes. La façana és de maó color granat i el balcó de pedra blanca. A la planta baixa hi ha tres portes, la central més gran de les laterals, i a sobre de cada porta hi ha una finestra, les laterals d'arc de mig punt i les laterals d'arc rebaixat.
Al primer pis s'obren tres obertures a un balcó decorat amb línies geomètriques de forma triangular; de les tres obertures, les dels costats són d'arc degradat i tenen a sobre dues finestres amb el mateix tipus d'arc, l'obertura central està inscrit dintre d'un arc rebaixat. A les golfes s'obren quatre obertures damunt de l'obertura central i dos més a banda i banda, tots ells d'arc fet per aproximació de filades. A la part superior de la façana hi ha també alguns elements decoratius com a elements romboïdals.

## Història
Aquesta casa va pertànyer a Jaume Bassons, casat amb Mariona Gras. Un dels fills, Llorenç, va posar una forneria a la planta baixa de l'immoble.